# Warmątowice
Warmątowice (niem. Warmuntowitz, 1936-1945 Niedersteine) – wieś w Polsce położona w województwie opolskim, w powiecie strzeleckim, w gminie Strzelce Opolskie.
W latach 1975–1998 miejscowość administracyjnie należała do ówczesnego województwa opolskiego.

## Nazwa
W księdze łacińskiej Liber fundationis episcopatus Vratislaviensis (pol. Księga uposażeń biskupstwa wrocławskiego) spisanej za czasów biskupa Henryka z Wierzbna w latach 1295–1305 miejscowość wymieniona jest w zlatynizowanej formie Warmuthowitz.
W alfabetycznym spisie miejscowości na terenie Śląska wydanym w 1830 roku we Wrocławiu przez Johanna Knie wieś występuje pod polską nazwą Warmuntowic oraz nazwą niemiecką - Warmunthau.

## Historia
W 1910 roku 375 mieszkańców mówiło w języku polskim, natomiast 31 osób posługiwało się jedynie językiem niemieckim. W wyborach komunalnych w listopadzie 1919 roku oddano 83 głosy na listę polską, co pozwoliło na zdobycie 7 z 9 mandatów. Podczas plebiscytu w 1921 roku we wsi uprawnionych do głosowania było 245 mieszkańców (w tym 35 emigrantów). Za Polską głosowało 137 osób, natomiast za Niemcami 100 mieszkańców. Miejscowość zajęta już na początku III powstania śląskiego przez oddziały z Podgrupy "Harden". 4 maja powstańcy ostrzelali i zmusili do odwrotu oddział włoski, wysłany ze Strzelec. 7 maja Warmątowice były punktem wypadowym wojsk polskich w kierunku na Gogolin. W dniach 16-27 czerwca przez miejscowość przebiegała linia demarkacyjna między walczącymi stronami.